# Radics Bosics
Radics Bosics vagy Deli Radics (egyes forrásokban Radisa Bosics, szerbül Радич Бошић) (megh. 1528 végén) 16. századi szerb vitéz, aki a magyarok oldalán harcolt a törökök ellen.
Körülbelül 1526 előtt érkezett Magyarországra a szerb hódoltságból, ahonnét számos délszláv menekült a törökök elől. Radics felajánlotta szolgálatait II. Lajos királynak, aki Kunszentmártont adományozta neki és kinevezte a délvidéki szerbek egyik vajdájának.
A mohácsi csatában is harcolt, majd a katasztrófát követően csekély számú csapatokkal a török határ mögött intézett támadásokat és zavarta I. Szulejmán visszavonulását. A törökök merész akciói és kegyetlen magatartása miatt őrült-nek nevezték.

Mohácsot követően Szapolyai János mellé állt. Ekkor a dunai naszádos erők katonai parancsnoka volt, ahol szintén sok szerb szolgált. Ismeretes, hogy Frangepán Kristóffal és Cserni Jovánnal hevesen ostromolták a királyt, hogy indítsanak megelőző támadást I. Ferdinánd osztrák főherceg ellen, aki szintén igényt támasztott a Magyar Királyságra.
Cserni Jován 1526 végén fellázadt Szapolyai ellen és nyíltan hűséget esküdött a Habsburgoknak. Radics ellenben nem követte és végig hűséges maradt Szapolyaihoz. Az 1527 elején benyomuló Ferdinán hadai ellen is harcolt, majd Szapolyai kiszorulását követően továbbra sem állt át Habsburg oldalra és végig ellenállt a karánsebesi és lugosi szerbeket támadó erdélyi csapatoknak.

## Lásd még
- Cserni Jován-felkelés